# HTR1E
HTR1E (англ. 5-hydroxytryptamine receptor 1E) – білок, який кодується однойменним геном, розташованим у людей на короткому плечі 6-ї хромосоми. Довжина поліпептидного ланцюга білка становить 365 амінокислот, а молекулярна маса — 41 682.
| 10         |  | 20         |  | 30         |  | 40         |  | 50         |
| ---------- |  | ---------- |  | ---------- |  | ---------- |  | ---------- |
| MNITNCTTEA |  | SMAIRPKTIT |  | EKMLICMTLV |  | VITTLTTLLN |  | LAVIMAIGTT |
| KKLHQPANYL |  | ICSLAVTDLL |  | VAVLVMPLSI |  | IYIVMDRWKL |  | GYFLCEVWLS |
| VDMTCCTCSI |  | LHLCVIALDR |  | YWAITNAIEY |  | ARKRTAKRAA |  | LMILTVWTIS |
| IFISMPPLFW |  | RSHRRLSPPP |  | SQCTIQHDHV |  | IYTIYSTLGA |  | FYIPLTLILI |
| LYYRIYHAAK |  | SLYQKRGSSR |  | HLSNRSTDSQ |  | NSFASCKLTQ |  | TFCVSDFSTS |
| DPTTEFEKFH |  | ASIRIPPFDN |  | DLDHPGERQQ |  | ISSTRERKAA |  | RILGLILGAF |
| ILSWLPFFIK |  | ELIVGLSIYT |  | VSSEVADFLT |  | WLGYVNSLIN |  | PLLYTSFNED |
| FKLAFKKLIR |  | CREHT      |  |            |  |            |  |            |

A: Аланін

C: Цистеїн

D: Аспарагінова кислота

E: Глутамінова кислота

F: Фенілаланін

G: Гліцин

H: Гістидин

I: Ізолейцин

K: Лізин

L: Лейцин

M: Метіонін

N: Аспарагін

P: Пролін

Q: Глутамін

R: Аргінін

S: Серин

T: Треонін

V: Валін

W: Триптофан

Кодований геном білок за функціями належить до рецепторів, g-білокспряжених рецепторів, білків внутрішньоклітинного сигналінгу. 
Локалізований у клітинній мембрані, мембрані.